# Tylocephalonyx
Tylocephalonyx – wymarły rodzaj ssaka z grupy chalikoteriów. Zamieszkiwał Amerykę Północną podczas miocenu.
Charakteryzował się głową o kopulastym kształcie. Nie można wykluczyć, że używał swej głowy w podobny sposób, jak przed milionami lat pachycefalozaury, trykające się swoimi mocnymi czaszkami podczas rywalizacji w stadzie. Podobnie czynią też dzisiejsze krętorogie czy jeleniowate.

## Gatunki
- Tylocephalonyx skinneri